# Musée régional des traditions locales de Rivne
Le musée régional des traditions locales de Rivne (en ukrainien : Рівненський обласний краєзнавчий музей de Rivne se situe au 19 de Dragomanova.

## Historique
Il est installé dans l'ancien Gymnasium de la ville. Créé en 1940 il rassemble une collection de plus de 140 000 objets. Depuis 2004 il est partenaire du réseau Via Regia, chemin culturel du Conseil de l'Europe.
L'activité muséale de la région remonte à la création par la baron Shteingel en 1896 à Gorodok. En 1906 Okenitsk créait le premier musée à Rivne avec quatre départements : archéologie, ethnographie, numismatique et nature. Les départements de numismatique et de livres anciens et de gravures arrivèrent plus tard. La première guerre mondiale a détruit la plus grande part de ces collections. En 1940 le premier directeur P. Slabospytsky crée un musée de traditions sur la base des collections d'amateurs locaux. En 1945 il comptait 7 000 pièces et des collectes furent entreprises pour étudier les champs de bataille cosaques, des traces d'occupation pré-historique.

### Salle musée de l'ambre

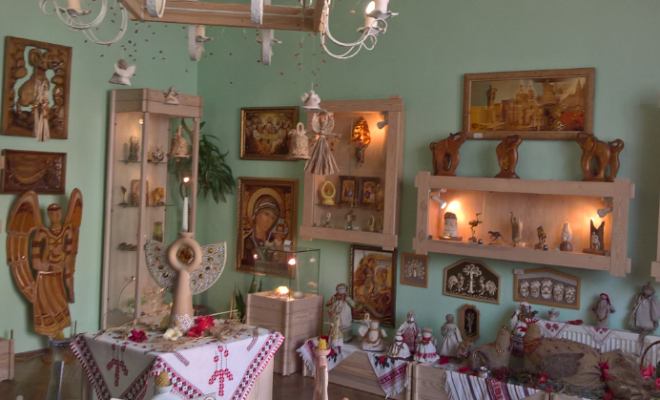
Musée de l'ambre.

### Exposition militaire

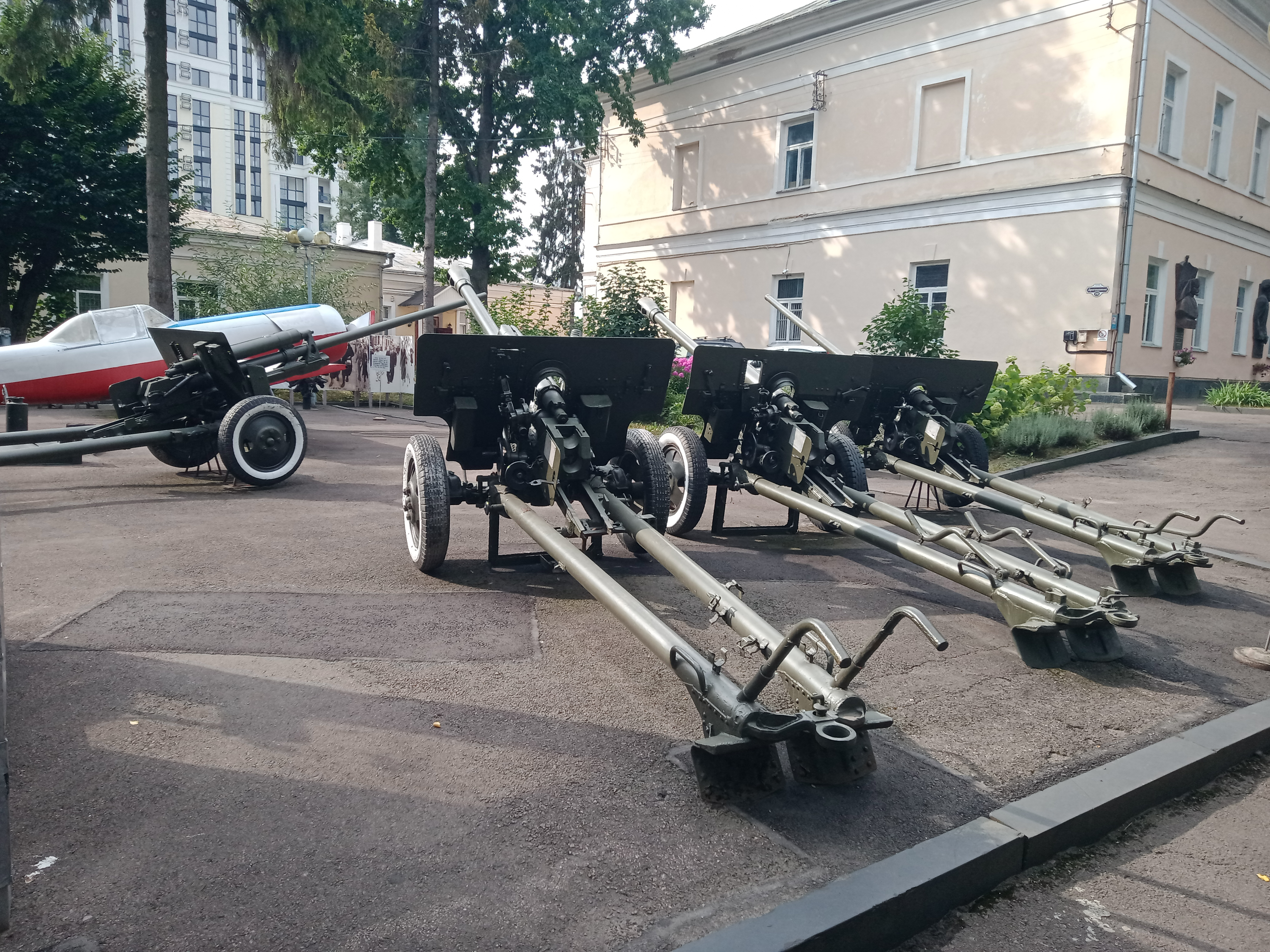
Canons.

En extérieur se trouve exposé une collection d'armes.

## Images

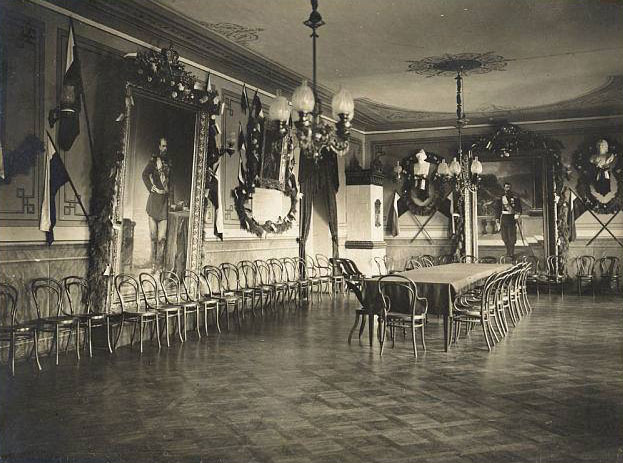
Une
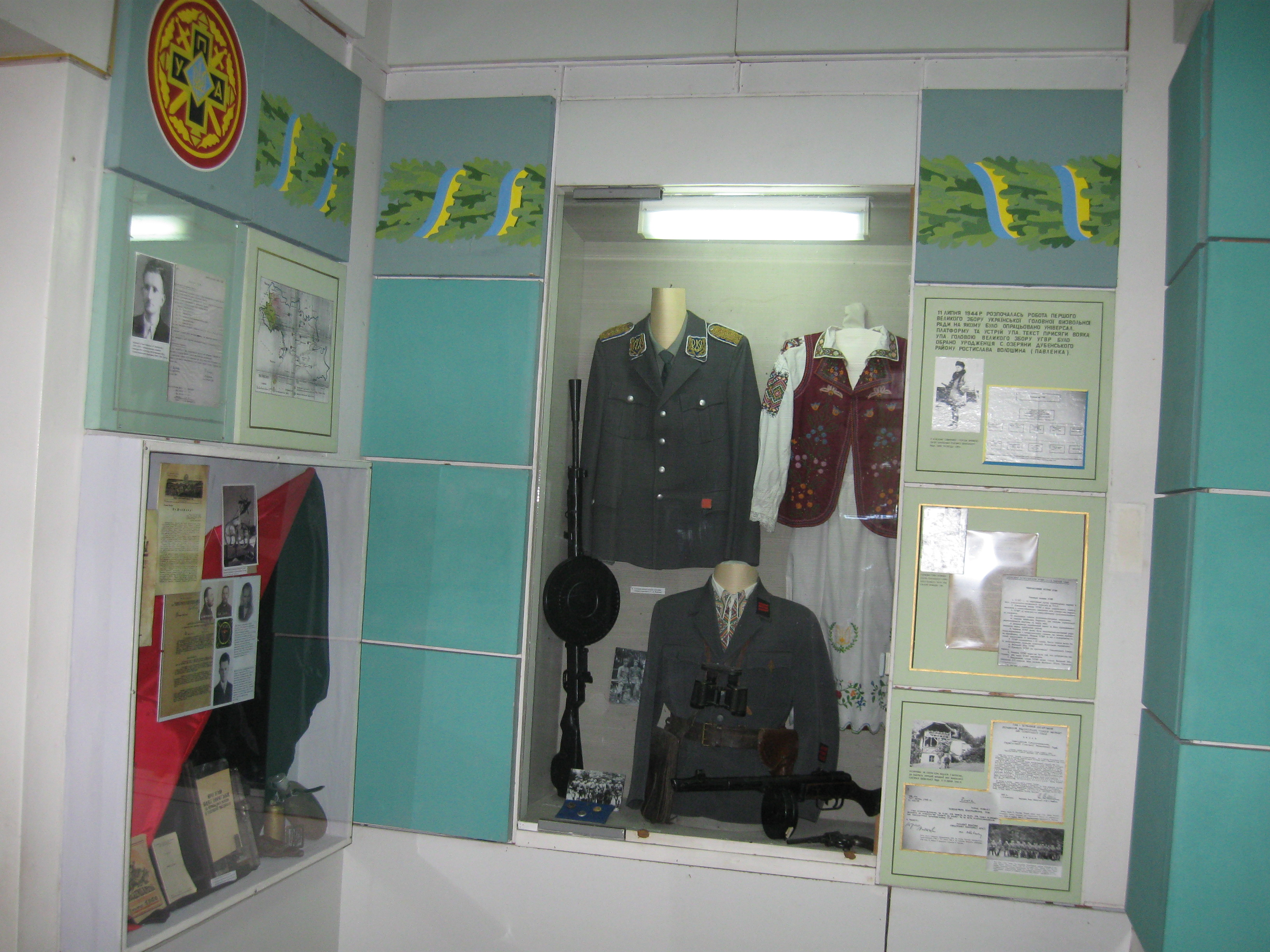
salle.
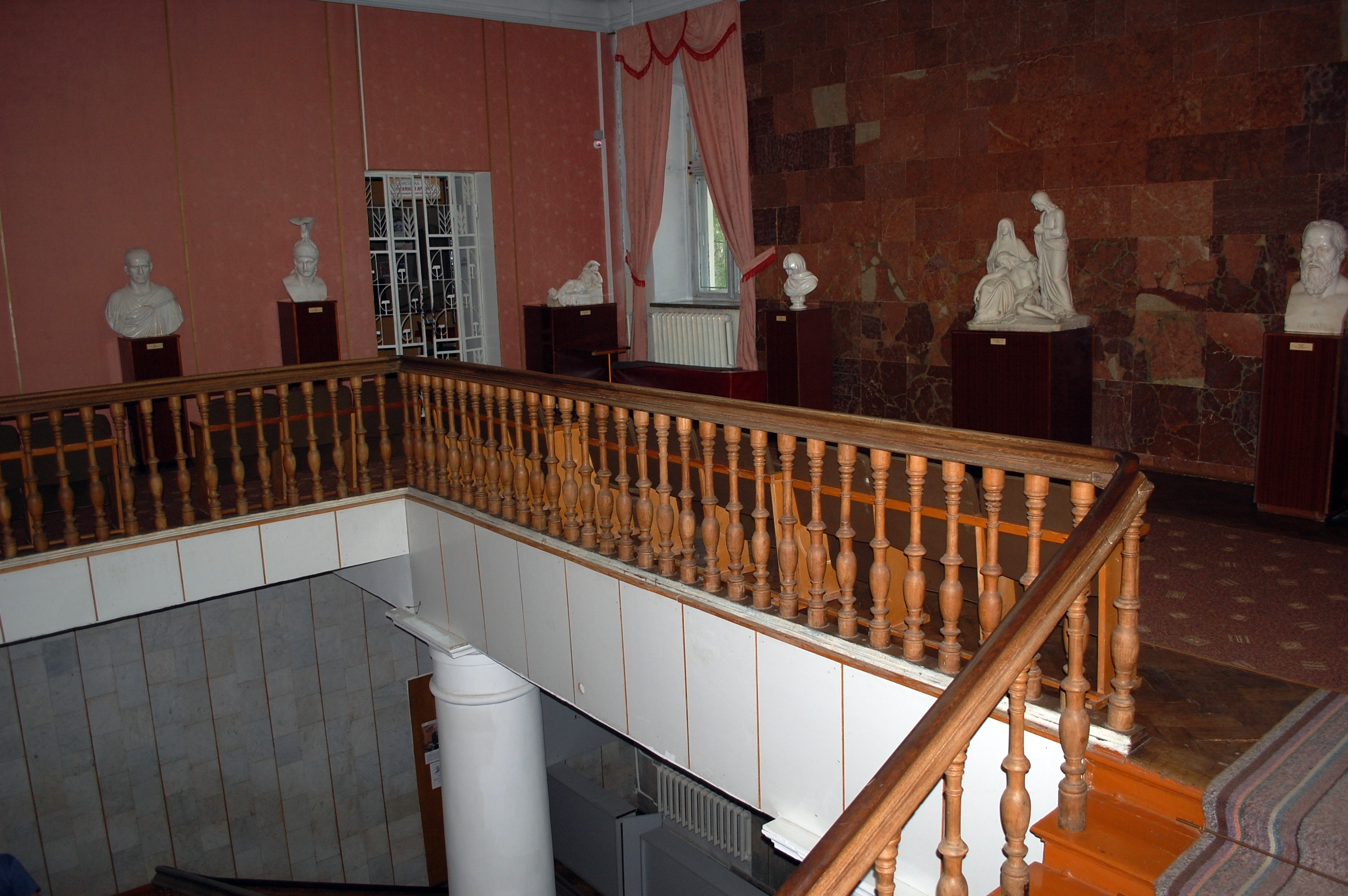
Intérieur.
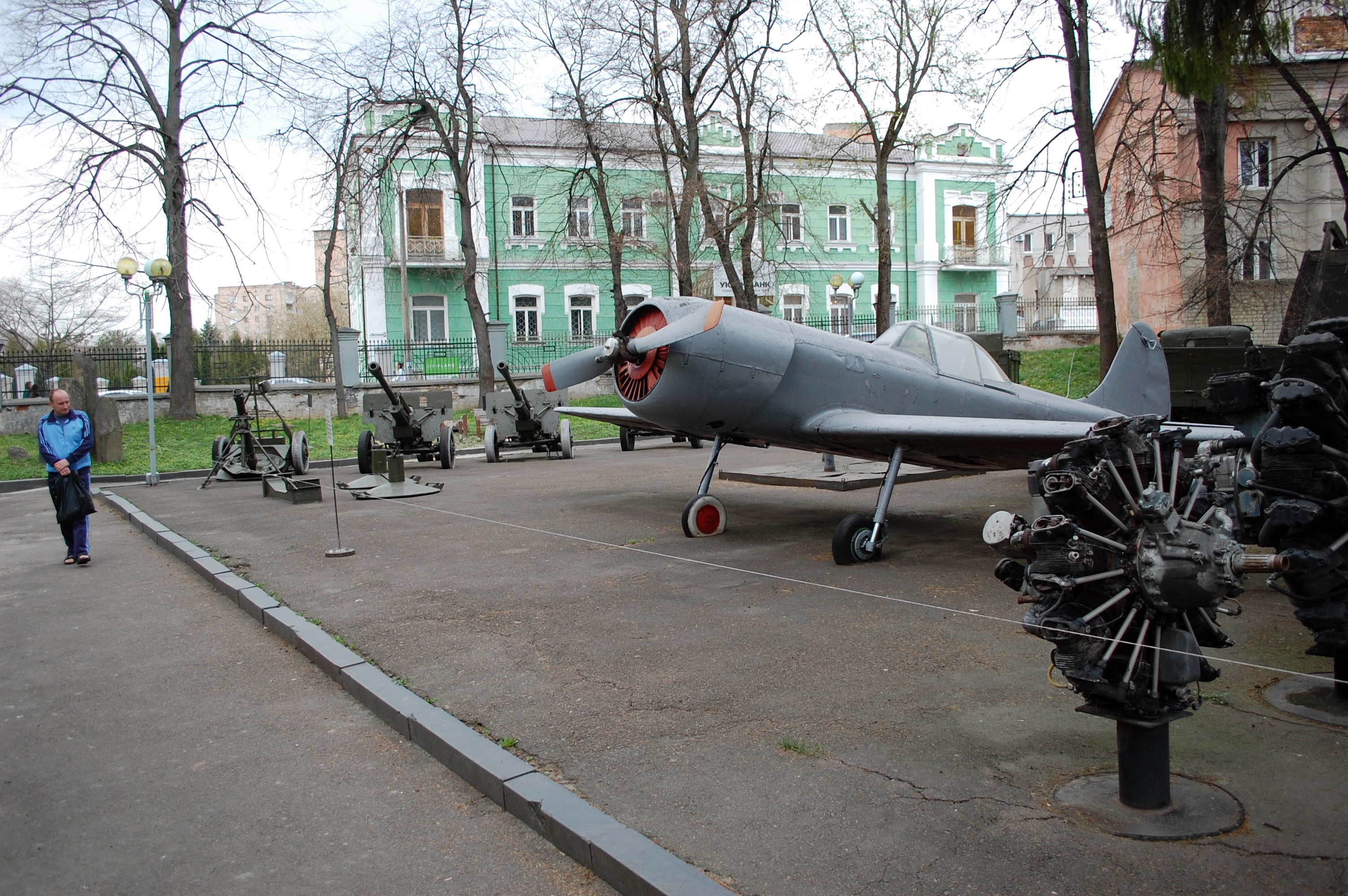
Collection.

Le bâtiment est inscrit au Registre national des monuments d'Ukraine sous le numéro : 56-101-0014. Commencé en 1836 sur la demande de Frédéric Lubomirski pour relocaliser le gymnasium qui se trouvait à Lougsk.